# France Peršin
France Peršin, slovenski slikar, * 2. december 1922, Ljubljana, † 2. december 1997, Ljubljana.
Peršin je maturiral na ljubljanski klasični gimnaziji, med drugo svetovno vojno pa je bil interniran v italijanskih taboriščih. Po vojni se je vpisal na zagrebško akademijo likovnih umetnosti in tam leta 1949 diplomiral iz slikarstva. Po diplomi se je sprva zaposlil kot učitelj risanja na ljubljanski gimnaziji, leta 1956 pa je postal profesor na Šoli za oblikovanje v Ljubljani.
Prvo samostojno razstavo je imel v ljubljanski Mali galeriji leta 1952. Kasneje je postal predsednik Društva slovenskih likovnih umetnikov in član Skupine 53, skupine mladih umetnikov, ki so se upirali povojnemu socrealizmu.

## Nagrade
- Nagrada Prešernovega sklada (1971) - za slikarska dela, razstavljena v Kranju, Ljubljani in Zagrebu.
- Župančičeva nagrada (1982)

1. ↑  Artists of the World Online, Allgemeines Künstlerlexikon Online, AKL Online — B: K. G. Saur Verlag, Verlag Walter de Gruyter, 2009. — ISSN 2750-6088 — doi:10.1515/AKL